# 1 Centauri
1 Centauri (i Centauri) é uma estrela na constelação de Centaurus. Tem uma magnitude aparente visual de 4,23, sendo visível a olho nu em locais sem poluição luminosa excessiva. Com base em medições de paralaxe, está localizada a uma distância de 63,3 anos-luz (19,40 parsecs) da Terra. É um membro da corrente Híades, um grupo cinemático de estrelas com o mesmo movimento pelo espaço que o aglomerado Híades.
1 Centauri é uma estrela de classe F da sequência principal com um tipo espectral de F2V e uma temperatura efetiva de 6 900 K, indicando que possui coloração branco-amarela. Tem uma massa de 1,52 vezes a massa solar, raio de 1,8 vezes o raio solar e está brilhando com 6 vezes a luminosidade solar. Sua idade é estimada em 1,7 bilhões de anos. Já foi identificada como uma estrela variável do tipo δ Scuti, apresentando um período de 0,02 dias.
Esta estrela é uma binária espectroscópica de linha única, possuindo uma estrela companheira de natureza desconhecida detectada apenas por variações na velocidade radial da primária. A órbita do sistema tem um período curto de 9,945 dias e uma excentricidade de 0,25. Assumindo uma baixa massa para a estrela secundária, a separação do par é de 0,30 UA. No entanto, devido à alta luminosidade relativa de 1 Centauri, também é possível que o sistema seja composto por duas estrelas de classe F de mesma massa.